# Frithiof Mårtensson
Frithiof M. Mårtensson (Eslöv, 19 de mayo de 1884 - Estocolmo, 20 de junio de 1956) fue un atleta olímpico sueco, competidor de la lucha grecorromana.
Frithiof fue un campeón da categoría media de lucha grecorromana en los Juegos Olímpicos de Londres 1908, después de un acto del espíritu olímpico de su oponente. Martensson resultó herido y la final se pospuso hasta 24 horas más tarde, tiempo suficiente para la recuperación. Él ganó su categoría de peso por delante de su compatriota Mauritz Andersson.